# Potomacapnos
Potomacapnos (лат.) — вымерший монотипный род двудольных растений, близкий современным представителям порядка Лютикоцветные (Ranunculales) и представленный единственным видом † Potomacapnos apeleutheron. Был впервые выделен и описан в 2013 году американским палеонтологом Нэйтаном Джадом.
Родовое название Potomacapnos образовано от названия потомакской группы (по названию реки Потомак), по месту находки, и от др.-греч. καπνός «дым», из-за сходства строения листьев со строением листьев растений подсемейства Дымянковые (Fumarioideae) семейства Маковые (Papaveraceae). Видовое название apeleutheron — от др.-греч. ἀπελεύθερος «вольноотпущенник», в честь отпущенных на волю рабов, которые вырыли канал Голландская щель (Dutch Gap) в 1864 году.
Potomacapnos apeleutheron считается одним из древнейших цветковых растений, произраставших в Северной Америке. Возраст найденного образца по разным данным от 125 до 115 миллионов лет. Находка, как считается, проливает свет на многие особенности эволюции цветковых растений.

## Особенности, описание
Образец растения датируется меловым периодом. Был обнаружен в старом карьере XIX века (штат Виргиния, США), среди пород потомакской группы. Было обнаружено, что вид имел некоторые признаки, присущие более поздним цветковым, особенно по сравнению с другими цветковыми растениями того же периода. Ряд особенностей растения, в частности, его более развитое строение листьев, позволили учёным предположить, что покрытосеменные эволюционировали достаточно быстро в непродолжительный по времени период раннего мела. Ранее считалось, что их развитие проходило постепенно.
Выделенный в самостоятельный род вид был тесно связан с лютикоцветными. Строение листьев было сложным, и напоминало таковое у современных представителей подсемейства Дымянковые (Fumarioideae) семейства Маковые (Papaveraceae). Как и большинство древнейших цветковых, единственный известный представитель рода являлся травянистым растением.